# Zoya
Zoya er en film baseret på en bog af samme navn. Bogen er skrevet af den amerikanske forfatterinde Danielle Steel, som er kendt for sine mange fortællinger om familie og kærlighed. Bog såvel film handler om den unge grevinde Zoya, der må flygte fra Rusland sammen med sin bedstemor, da Zoyas forældre og bror bliver dræbt. 
Filmen er i to afsnit. 
Instruktør:Richard A. Colla

## Medvirkende
- Zoya Ossinov: Melissa Gilbert
- Clayton Andrews: Bruce Boxleitner
- Axelle: Denise Alexander
- Feodor: Don Henderson
- Unge Nicholas: Zane Carney
- Unge Sasha: Taryn Davis
- Ældre Sasha: Jennifer Garner (Zoyas datter)
- Prince Vladimir: David Warner
- Eygenia: Diana Rigg
- Mrs. Molloy: Peggy Cass
- Natalya: Jane How
- Konstantin: Richard Durden
- Nicolai: Samuel West
- Brandmand: Brian A. Williams
- Brandmand: James Hanlon
- Sophia: Margaret Illmann
- Diaghiley: Gregory Hlady
- Jimmy: Dencil Pinnock
- Fitzhugh: Buritt Harris
- Lucy: Caroline Nèron
- Arnold Evan: Henderson Forsythe